# Elche de la Sierra
Elche de la Sierra er en by og kommune i det sydøstlige Spanien i provinsen Albacete. Den har et indbyggertal på 3.596 (2024) indbyggere.